# Акідзукі (1942)
Акідзукі (Akizuki, яп. 秋月) — ескадрений міноносець Імперського флоту Японії типу «Акідзукі», який брав участь у Другій світовій війні.

## Історія створення
Корабель був закладений 30 червня 1940 року на верфі ВМФ у Майдзуру. Спущений на воду 2 липня 1941 року, вступив у стрій 11 червня 1942 року.

## Історія служби

### 1942 рік
29 червня 1942-го, менш ніж через три тижні після завершення, «Акідзукі» вийшов у свій перший дальній похід, супроводжуючи лайнер «Камакура-Мару» з Йокосуки до Індонезії. 6—10 липня кораблі провели в Макассарі (південно-західний півострів острова Целебес), а потім рушили назад і 18 липня знову були в Йокосуці.
7 серпня 1942-го союзники висадились на сході Соломонових островів, що започаткувало шестимісячну битву за Гуадалканал та змусило японське командування перекидати сюди підкріплення. Як наслідок, 13 серпня «Акідзукі» повів у регіон судно для перевезення амуніції «Наруто-Мару». 20 серпня кораблі зайшли до Кавієнгу (друга за значенням японська база в архіпелазі Бісмарка, розташована на північному завершенні острова Нова Ірландія), а 21 серпня досягнули Рабаула (головна передова база японців у архіпелазі Бісмарка, з якої провадились операції на Соломонових островах та сході Нової Гвінеї).
Тим часом японське командування організувало проведення конвою з підкріпленнями до Гуадалканалу і 22 серпня «Акідзукі» вийшов на схід, де приєднався до ескорту загону адмірала Хіроакі Абе (2 лінкори, 3 важкі крейсери). 24 серпня операція призвела до битви авіаносців біля Східних Соломонових островів, а 25 серпня рух конвою виявився остаточно перерваним унаслідок ударів літаків з островів Еспіриту-Санто та Гуадалканал. Втім, флот ще кілька діб перебував у морі перед тим як 5 вересня прибути на атол Трук у центральній частині Каролінських островів (ще до війни тут створили потужну базу японського ВМФ, з якої до лютого 1944-го провадили операції в низці архіпелагів).
9 вересня 1942-го з Труку вийшли кілька з'єднань, які загалом налічували 2 авіаносці, легкий авіаносець, 4 лінкори та 8 важких крейсерів і мали патрулювати північніше від Соломонових островів у межах підтримки операцій на Гуадалканалі. «Акідзукі» охороняв їх разом з іншими численними есмінцями, причому цього разу до зіткнення з супротивником не дійшло і 23 вересня японські сили повернулись на Трук.
27—29 вересня 1942-го «Акідзукі» пройшов з Труку на якірну стоянку Шортленд (прикрита групою невеликих островів Шортленд акваторія біля південного завершення острова Бугенвіль, де зазвичай відстоювались бойові кораблі та перевалювались вантажі для відправлення їх далі на схід Соломонових островів). 3—4 жовтня есмінець виходив звідси, щоб зустріти гідроавіаносець «Ніссін», який повертався із транспортного рейсу до Гуадалканалу (висока швидкість «Ніссін» дозволила залучити цей корабель до таких місій). 7 жовтня сам «Акідзукі» вийшов у транспортний рейс до зазначеного острова, який, втім, був скасований через погану погоду. 8—9 жовтня есмінець нарешті здійснив перший похід до Гуадалканалу, охороняючи при цьому зазначений вище «Ніссін».
11 жовтня 1942-го транспортна група з 2 гідроавіаносців та 6 есмінців, серед яких був і «Акідзукі», рушила в черговий рейс до Гуадалканалу. Під час розвантаження інший японський загін із 3 важких крейсерів та 2 есмінців вступив у невдале зіткнення з ворожими силами, відоме як бій біля мису Есперанс. Як наслідок, чотири есмінці транспортної групи дістали нові завдання — допомогти постраждалому загону, втім, «Акідзукі» залишився з гідроавіаносцями та довів їх назад до Шортленду.
13 жовтня 1942-го «Акідзукі» разом зі ще 7 есмінцями попрямували на схід як охорона 1-го штурмового конвою до Тассафаронга. У ніч проти 14 жовтня конвой почав розвантаження, а з настанням дня втратив унаслідок ударів авіації три судна, втім, інші три судна та всі есмінці змогли повернутись на Шортленд. 17 жовтня «Акідзукі» ще раз виходив до Гуадалканалу у складі великого загону.
23 та 24 жовтня 1942-го «Акідзукі» полишав Шортленд, щоб разом з кількома есмінцями супроводжувати легкий крейсер «Юра» в межах операції з артилерійської підтримки наступу наземних військ. Перший з цих походів швидко скасували, а під час другого ще на шляху до Гуадалканалу «Юра» був пошкоджений авіацією та в підсумку затонув. Сам «Акідзукі» зазнав пошкоджень від прямого влучання невеликої бомби та двох близьких вибухів, що призвело до затоплення одного з машинних відділень. Максимальна швидкість есмінця впала до 23 вузлів, втім, «Акідзукі» ще взяв участь у порятунку вцілілих з Юра, а потім повернувся на базу. З 27 по 31 жовтня він проходив аварійне відновлення в Рабаулі за допомогою ремонтного судна «Хаккай-Мару», а 31 жовтня — 6 листопада пройшов через Трук до Японії, причому на переході від Трука «Акікадзе» разом зі ще трьома есмінцями супроводив авіаносець «Сьокаку» і важкий крейсер «Тікума», які отримали пошкодження 26 жовтня в бою біля островів Санта-Крус. З 8 листопада по 16 грудня 1942-го «Акідзукі» пройшов ремонт у Йокосуці.

### 1943 рік
У період з 31 грудня 1942 по 4 січня 1943-го «Акідзукі» повернувся до Океанії, разом зі ще двома есмінцями супроводивши авіаносець «Дзуйкаку» з Йокосуки на Трук. 6—11 січня есмінець пройшов через Рабаул на Шортленд. 14 січня «Акідзукі» разом зі ще 8 есмінцями вийшов у рейс до Гуадалканалу, під час якого есмінець «Арасі» унаслідок атаки авіації втратив здатність до кермування. Після цього «Майкадзе» узяв пошкоджений корабель на буксир, а «Акідзукі» прикривав їх на зворотному шляху до Шортленду.
19 січня 1943-го «Акідзукі» вийшов на допомогу транспорту «Мьохо-Мару», торпедованому підводним човном на підході до Бугенвіля. Надвечір есмінець виявив ворожу субмарину «Наутилус» у надводному положенні та спробував таранити її, проте був уражений двома випущеними нею торпедами. Одна з них не здетонувала, проте інша завдала значних пошкоджень, були затоплені котельне та машинне відділення одного борту, постраждав кіль. Втім, корабель зберіг здатність пересуватись зі швидкістю до 20 вузлів і зміг повернутись на Шортленд, де провели перший аварійний ремонт. 30 січня — 2 лютого «Акідзукі» здійснив перехід на Трук, де пройшов черговий етап відновлення за допомогою ремонтного судна «Акасі». Нарешті, 11 березня есмінець рушив до Японії для завершального ремонту, при цьому на першому етапі до Сайпану (Маріанські острови) він ескортував транспорт «Токіо-Мару». 14 березня «Акідзукі» вийшов з Сайпану, проте всього за кілька десятків кілометрів від нього носова секція корабля загнулась. Через побоювання, що вона взагалі відірветься, «Акідзукі» зупинив свої машини та був узятий буксир переобладнаним канонерським човном «Шоєй-Мару». 15 березня есмінець довели до Сайпану та посадили тут на мілину, після чого більш як три місяці «Акідзукі» готували для переходу до Японії. За допомогою рятувального судна «Мацонурі-Мару» з корабля демонтували передні установки головного калібру та деякі інші конструкції, а також провели деякі інші модифікації, що мали збільшити мореходність. Нарешті, 24 червня — 2 липня переобладнаний мінний загороджувач «Сінко-Мару» провів «Акідзукі» на буксирі до Нагасакі, при цьому есмінці «Садзанамі» та «Удзукі» (останній також був пошкоджений, але прямував на ремонт власним ходом) забезпечували охорону. Ремонт тривав до 23 жовтня, при цьому «Акідзукі» отримав носову секцію від недобудованого однотипного есмінця «Сімоцукі».
26 листопада — 1 грудня 1943-го «Акідзукі» разом зі ще 2 есмінцями супроводили авіаносець «Сьокаку» та легкий авіаносець «Тітосе» з Японії на Трук. 9—14 грудня «Акідзукі» здійснив транспортний рейс до атола Кваджелейн (Маршаллові острови) та назад.

### 1944 рік
З 30 грудня 1943 по 2 січня 1944 «Акідзукі» разом зі ще одним есмінцем та двома легкими крейсерами здійснили рейс з Трука до Кавієнга та назад (це відбувалось в межах операції «Бо Го», яка мала за мету підсилення гарнізонів у архіпелазі Бісмарка). На зворотному шляху «Акідзукі» відокремився, щоб взяти участь у допомозі торпедованому судну «Кійосумі-Мару», а тому прибув на Трук лише 4 січня (що стосується «Кійосумі-Мару», то цей транспорт 8 січня вдалось дотягнути до Труку, де він і загинув під час лютневого рейду американського авіаносного з'єднання).
Станом на початок лютого 1944-го японське командування вже розуміло, що подальше перебування великих сил флоту на Труці наражає їх на невиправдану небезпеку і розпочало вивід. 1—4 лютого «Акідзукі» разом зі ще 4 есмінцями пройшов у охороні 2 лінкорів та 3 важких крейсерів на Палау (а вже 17 лютого база на Труці дійсно була розгромлена ворожою авіацією). 16—21 лютого «Акідзукі» супроводив ті самі лінкори та крейсера з Палау в районі Сінгапура до якірної стоянки Лінгга (дії підводних човнів на комунікаціях вкрай ускладнювали доставку палива до Японії та призвели до рішення базувати флот у Південно-Східній Азії поблизу від районів нафтовидобутку).
12—15 травня 1944-го «Акідзукі» пройшов разом з основними силами з Лінгга до Таві-Таві (в філіппінському архіпелазі Сулу поряд з нафтовидобувними районами острова Борнео), оскільки японське командування готувалось до неминучої ворожої атаки на головний оборонний периметр імперії — Маріанські острови, Палау чи північно-західну частину Нової Гвінеї. Наступні кілька тижнів «Акідзукі» ніс патрульно-ескортну службу в околицях Таві-Таві. 12 червня американці дійсно розпочали операцію заволодіння Маріанськими островами і наступної доби японський флот рушив для контратаки, а 19—20 червня зазнав важкої поразки в битві у Філіппінському морі. Під час цих подій «Акідзукі» разом з 6 іншими есмінцями та легким крейсером забезпечував охорону загону «А», при цьому ескорт не зміг захистити головні кораблі від підводних човнів. Останні 19 червня потопили 2 із 3 авіаносців, причому «Акідзукі» взяв участь у порятунку моряків як з «Сьокаку», так і з «Тайхо». 22 червня японський флот прибув на Окінаву, а 24 числа був уже в Японії. Наступні кілька місяців «Акідзукі» провів у метрополії.

### Загибель
У другій декаді жовтня 1944-го союзники розпочали операцію на Філіппінах. 20 жовтня «Акідзукі» вийшов з Японії у складі охорони з'єднання адмірала Одзави, яке мало 4 авіаносці, але лише сотню літаків. За планами японського командування, воно повинне було відволікти сили ворога та дозволити головному з'єднанню адмірала Куріти атакувати транспорти вторгнення. Цей план дійсно спрацював (в частині відволікання уваги) і 25 жовтня американське ударне авіаносне з'єднання зайнялось кораблями Одзави та потопило всі 4 авіаносці. Вранці того ж дня «Акідзукі» був атакований літаками та втратив хід. За вісім хвилин на кораблі стався потужний вибух, причина якого достеменно невідома — за різними версіями, це стало результатом потрапляння авіаційної торпеди або детонації власних торпед унаслідок влучання бомби. Есмінець майже розірвало на дві частини і він затонув за 6 хвилин. Близько 150 членів екіпажу були підібрані ескортним есмінцем «Макі», який під час подальшого бою сам був атакований літаками, що призвело до загибелі 4 моряків з «Акідзукі». «Макі» міг пересуватись лише зі зменшеною проти звичайної швидкості, але 29 жовтня все-таки дійшов до острова Амаміосіма (середня частина архіпелагу Рюкю). В останньому бою на «Акідзукі» загинуло понад 180 членів екіпажу (ще один потрапив у полон до американців).